# Fira
Fira – stolica gminy Thira na wyspie Santoryn w archipelagu Cyklad w Grecji.

## Atrakcje turystyczne
- Muzeum Prehistoryczne Thiry (gr. Μουσείο Προϊστορικής Θήρας) ze zbiorami z wykopalisk w Akrotiri;
- Muzeum Archeologiczne (gr. Αρχαιολογικό Μουσείο Θήρας), położone w pobliżu stacji kolejki górskiej ze zbiorami ze starożytnej Thiry oraz greckimi i rzymskimi rzeźbami[1].